# Desmodium subsimplex
Desmodium subsimplex là một loài thực vật có hoa trong họ Đậu. Loài này được (Benth.) Malme miêu tả khoa học đầu tiên.